# محمد عبدالجواد (بازیکن فوتبال، زاده ۱۹۷۹)
محمد عبدالجواد (انگلیسی: Mohammed Abdel-Jawad؛ زادهٔ ۲۲ مهٔ ۱۹۷۹) بازیکن فوتبال اهل فلسطین بود.
وی همچنین در تیم ملی فوتبال فلسطین بازی کرده است.